# Coenotephria asaphes
Coenotephria asaphes là một loài bướm đêm trong họ Geometridae.